# 宮之城郵便局
宮之城郵便局（みやのじょうゆうびんきょく）は鹿児島県薩摩郡さつま町にある郵便局。民営化前の分類では集配普通郵便局であった。

## 概要
住所：〒895-1899 鹿児島県薩摩郡さつま町宮之城屋地2025-1
民営化直前の集配業務再編において、多くの集配普通郵便局は統括センターとなったが、当局は配達センターとされたため、民営化後も郵便事業株式会社の支店は併設されず、集配センターが併設された。

## 沿革
- 1873年（明治6年） - 宮ノ城郵便取扱所として開設[1]。
- 1875年（明治8年）1月1日 - 宮ノ城郵便局（五等）となる。
- 1885年（明治18年）5月1日 - 貯金取扱を開始。
- 1888年（明治21年）6月1日 - 為替取扱を開始。
- 1897年（明治30年）3月30日 - 宮ノ城郵便電信局となる。
- 1903年（明治36年）4月1日 - 通信官署官制の施行に伴い宮ノ城郵便局となる。
- 19xx年 - 宮之城郵便局に改称。
- 1957年（昭和32年）6月1日 - 入来郵便局から国際電報受付・配達事務の取扱を移管[2]。
- 1962年（昭和37年）6月1日 - 国内欧文電報受付・配達、国際電報受付・配達の各業務を川内電報電話局に移管。
- 1962年（昭和37年）12月1日 - 薩摩佐志郵便局[3]から電話交換事務を移管。
- 1964年（昭和39年）12月1日 - 特定郵便局から普通郵便局に局種別改定。
- 1968年（昭和43年）1月28日 - 電話交換および和文電報配達業務を、宮之城電報電話局に移管。
- 1981年（昭和56年）3月8日 - 泊野郵便局の廃止に伴い、電気通信業務を除く[4]取扱事務を承継。
- 2000年（平成12年）8月14日 - 外国通貨の両替および旅行小切手の売買に関する業務取扱を開始。
- 2007年（平成19年）2月11日 - 山崎郵便局（薩摩郡さつま町山崎）から「895-17xx」区域の集配業務を移管[5]。
- 2007年（平成19年）10月1日 - 民営化に伴い、併設された郵便事業加治木支店宮之城集配センターに一部業務を移管。
- 2012年（平成24年）10月1日 - 日本郵便株式会社発足に伴い、郵便事業加治木支店宮之城集配センターを宮之城郵便局に統合。
- 2016年（平成28年）2月8日 - 鶴田郵便局（薩摩郡さつま町鶴田）から「895-21xx」区域の集配業務を移管。

## 取扱内容
- 郵便、印紙、ゆうパック、内容証明
- 貯金、為替、振替、振込、国際送金、国債、投資信託
- 生命保険、バイク自賠責保険、自動車保険
- ゆうちょ銀行ATM
- 「895-17xx」「895-18xx」「895-21xx」区域（薩摩郡さつま町内の一部地域（旧薩摩郡宮之城町域および旧薩摩郡鶴田町域））の集配業務

## 周辺
- さつま町役場
- さつま町立盈進小学校
- 国道267号
- 国道328号
- 国道504号
- 川内川

## アクセス
- 南国交通バス、JR九州バス、鹿児島交通 宮之城駅停留所下車
- 駐車場あり：20台